# 1202
El 1202 (MCCII) fou un any comú del segle xiii començat en dimarts segons el calendari gregorià. Correspon al període de l'edat mitjana.

## Esdeveniments
- S'inicia la construcció de La Seu Vella de Lleida.
- Moviments municipalistes: elecció de cònsol a Cervera. A la mateixa vila se signa el Ius Malectrandi, que forma part dels anomenats mals usos
- Comença la quarta de les croades[1]
- Leonardo Fibonacci publica la seva obra sobre el sistema de numeració àrab (Liber Abaci)
- Primera exitència documentada d'un bufó a la cort reial.
- Joan sense Terra conquereix el comtat d'Angulema, punt de partida de la guerra entre anglesos i francesos
- Fundació dels Germans Livonians de l'Espasa, inspirats en els templers
- Batalla de Basian, amb victòria georgiana sobre el Soldanat de Rum
- Terratrèmol de Síria de 1202, amb més de 30000 morts[2]
- Es completa la versió persa del Romanç d'Alexandre, a càrrec de Nizami Gandjawi
- El militar afganès Muhammad Bakhtiyar Khalji arriba amb les seves tropes fins a Bengala, la qual ha de ser evacuada[3]

## Naixements
- Elionor de Castella i d'Anglaterra, noble
- Beatriu de Suàbia, reina castellana
- Matilde II de Boulogne, reina portuguesa
- Qin Jiushao, matemàtic xinès (data aproximada)

## Necrològiques
- Joaquim de Fiore, monjo
- Miecislau III de Polònia, Gran Duc de Polònia
- Guillem d'Eskilsø, sant cristià
- Jakuren, poeta japonès[4]
- Roger de Beaumont, bisbe
- Blondel de Nesle, trobador
- Ponce Vela de Cabrera, noble castellà[5]